# Heidenburg (Stuttgart)
Die Heidenburg ist der Rest einer Burg in der Walpurgisstraße 20 im historischen Ortskern des Stadtteils Mühlhausen der Landeshauptstadt Stuttgart in Baden-Württemberg.

## Geschichte
Die Ortsburg wurde vermutlich im 12. Jahrhundert von den Herren von Blankenstein erbaut. 1275 wurde die Walpurgiskirche, die ehemalige Burgkapelle, als Pfarrkirche von Mühlhausen erstmals urkundlich erwähnt. Bei einer Renovierung im Jahr 1783 fand man unter dem Hochaltar mehrere Münzen mit dem Bildnis vom Papst Urban III., dessen Pontifikat von 1185 bis 1187 dauerte. Da Burgkapellen meist zuletzt geweiht wurden, geht man davon aus, dass die Burg am Ende des 12. Jahrhunderts fertiggestellt wurde. 
Im so genannten Reichskrieg (1311 bis 1312) der Reichsstädte gegen Graf Eberhard den Erlauchten von Württemberg marschierten die Esslinger nach Mühlhausen ein und zerstörten die Burg. 1488 überließ der Edelmann Heinrich von Kaltental den Burgstall der Kirche und behielt sich und seinen Erben das Recht vor, Wein in dem Keller des Burgstalls einlagern zu dürfen. So wurde nach 1488 das Kirchenschiff der Walpurgiskirche erweitert. Mit der Reformation wurde die Kirche 1567 evangelisch. Unter dem Patronat der Freiherren von Palm wurde der Kirchturm im Jahr 1812 um ein aufgesetztes Achteck ergänzt. Am 15. April 1943 wurde die Anlage bei einem Luftangriff der Alliierten zerstört.
1973 wurde das Walpurgishaus als evangelisches Gemeindezentrum erbaut und ist als Burg- und Kirchengelände frei zugänglich.

Von der ursprünglichen Burganlage sind nur noch die Stützmauern und ein Keller erhalten.

Bilder
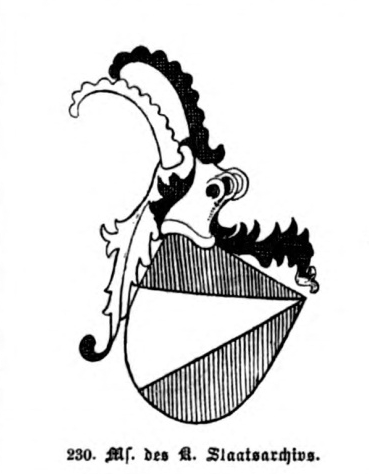
Wappen derer von Blankenstein
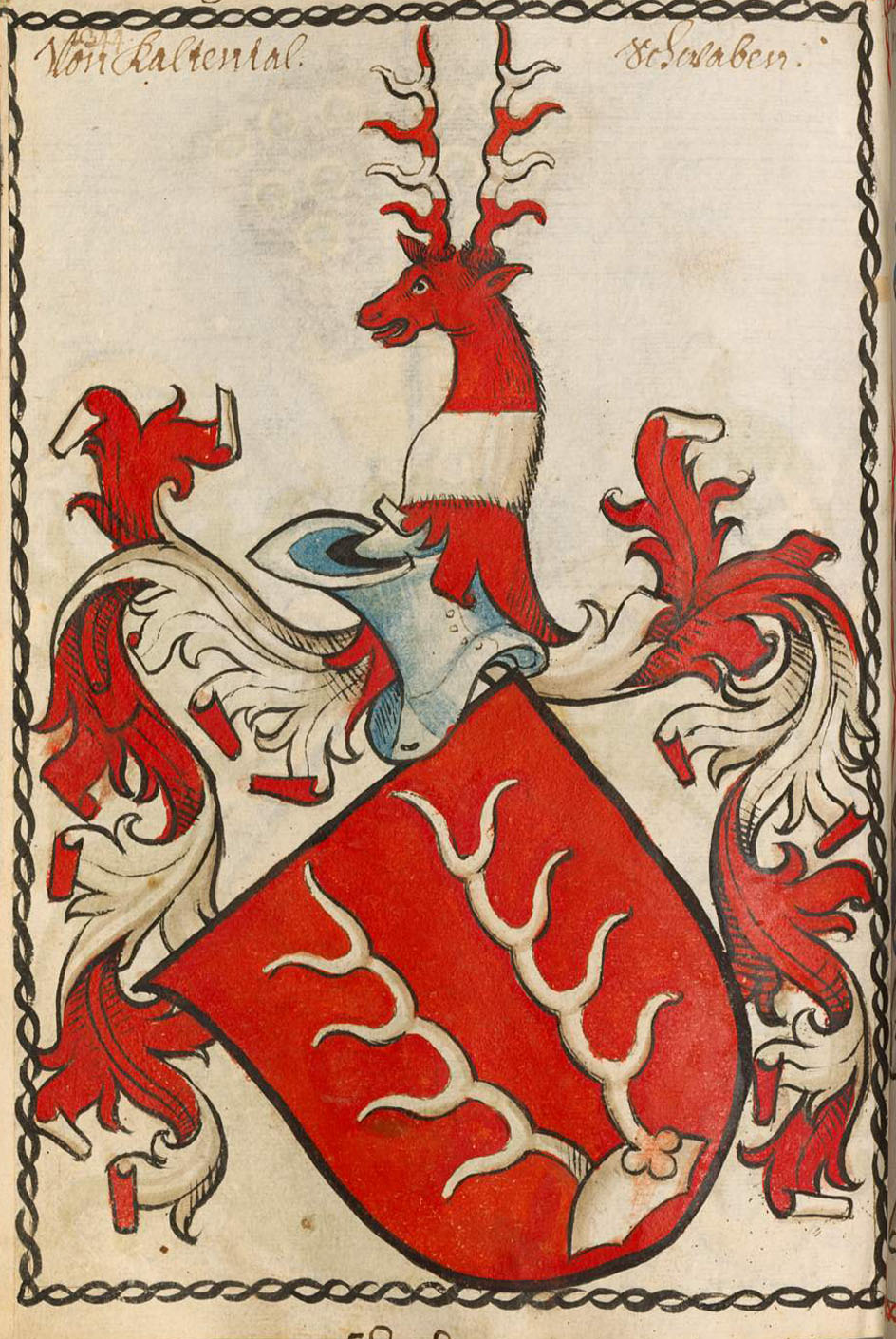
Wappen derer von Kaltental